# Hrabstwo Warren (New Jersey)
Warren – hrabstwo (ang. county) w stanie New Jersey w USA. Populacja wynosi 102 437 mieszkańców (stan według spisu z 2000 r.).
Powierzchnia hrabstwa wynosi 940 km². Gęstość zaludnienia wynosi 111 osób/km².

## Miasta
- Belvidere
- Hackettstown
- Phillipsburg

## CDP
- Anderson
- Allamuchy
- Asbury
- Beattystown
- Blairstown
- Brass Castle
- Brainards
- Bridgeville
- Brookfield
- Broadway
- Buttzville
- Columbia
- Delaware
- Delaware Park
- Finesville
- Greenwich
- Great Meadows
- Hainesburg
- Harmony
- Hutchinson
- Hope
- Johnsonburg
- Lopatcong Overlook
- Marksboro
- Mount Hermon
- Mountain Lake
- New Village
- Oxford
- Panther Valley
- Port Colden
- Port Murray
- Silver Lake
- Stewartsville
- Upper Pohatcong
- Upper Stewartsville
- Vienna